# Европейский маршрут E75
Европейский маршрут Е75 — европейский автомобильный маршрут категории А, соединяющий Вардё (Норвегия) на берегу Баренцева моря и Сития (Греция) на острове Крит. Длина маршрута — 5639 км.

## Города, через которые проходит маршрут
Маршрут Е75 проходит через 9 европейских стран, и включает паромную переправу из Хельсинки в Гдыню и из Афин в Ханья.
- Норвегия: Вардё — Вадсё — Нессебю — Варангерботн — Тана —
- Финляндия: Утсйоки — Инари — Ивало — Соданкюля — Рованиеми — Кеми — Оулу — Ювяскюля — Хейнола — Лахти — Хельсинки — паром
- Польша: Гдыня — Гданьск — Торунь — Влоцлавек — Лодзь — Пётркув-Трыбунальски — Ченстохова — Катовице — Бельско-Бяла — Цешин —
- Чехия: Чески-Тешин — Тршинец — Яблунков —
- Словакия: Жилина — Братислава —
- Венгрия: Дьёр — Будапешт — Сегед —
- Сербия: Суботица — Нови-Сад — Белград — Ниш — Лесковац — Вране —
- Северная Македония: Куманово — Скопье — Велес — Гевгелия —
- Греция: Салоники — Лариса — Ламия — Афины — паром — Ханья — Ираклион — Айос-Николаос — Сития

Е75 связан с маршрутами
| - E63 - E04 - E67 - E12 - E18 |  | - E77 - E28 - E261 - E462 - E442 |  | - E65 - E58 - E571 - E575 - E60 |  | - E71 - E73 - E68 - E70 - E763 |  | - E80 - E771 - E871 - E65 - E90 |  | - E79 - E952 - E94 |

## Фотографии

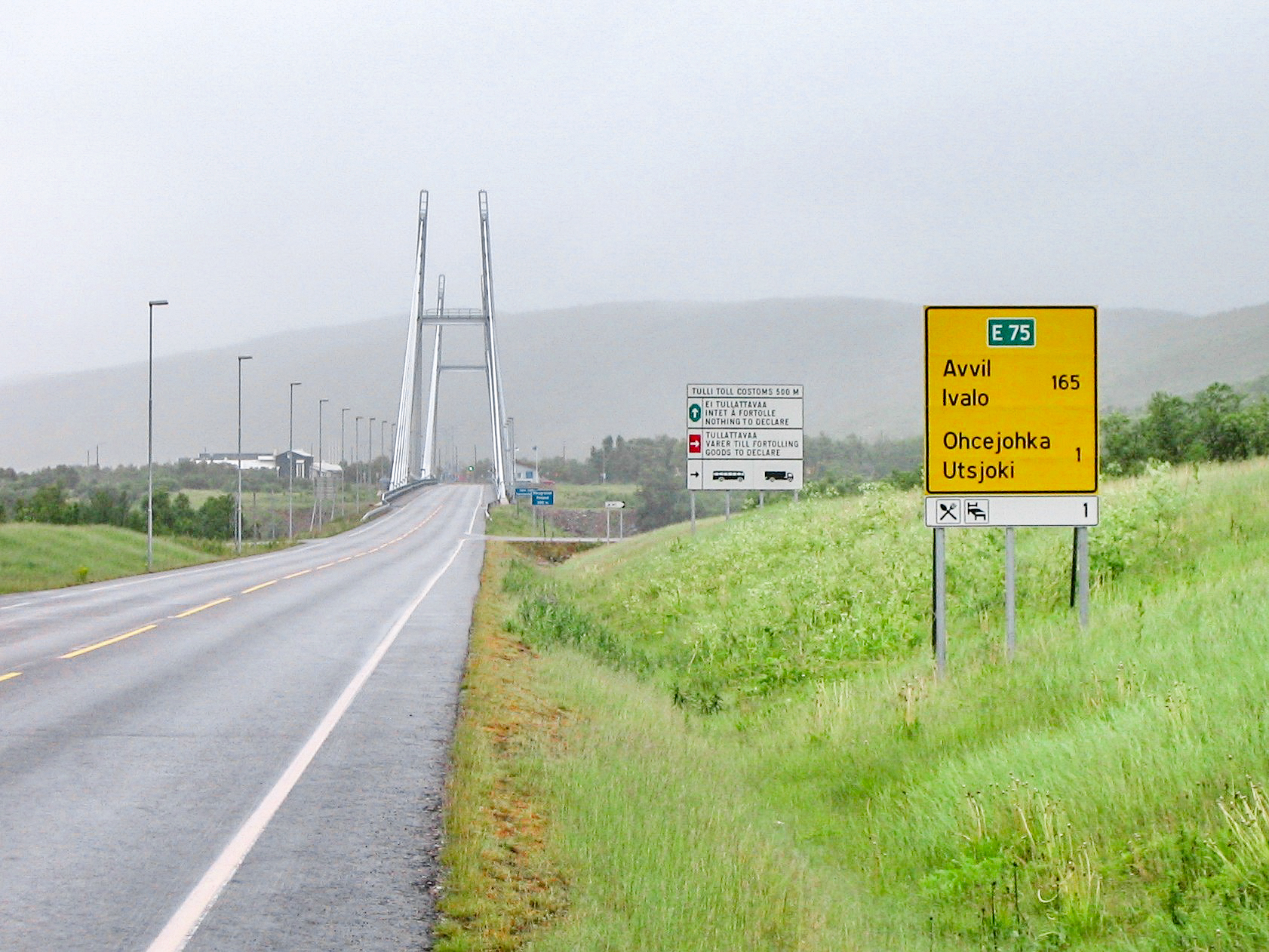
Е75 на норвежско-финской границе
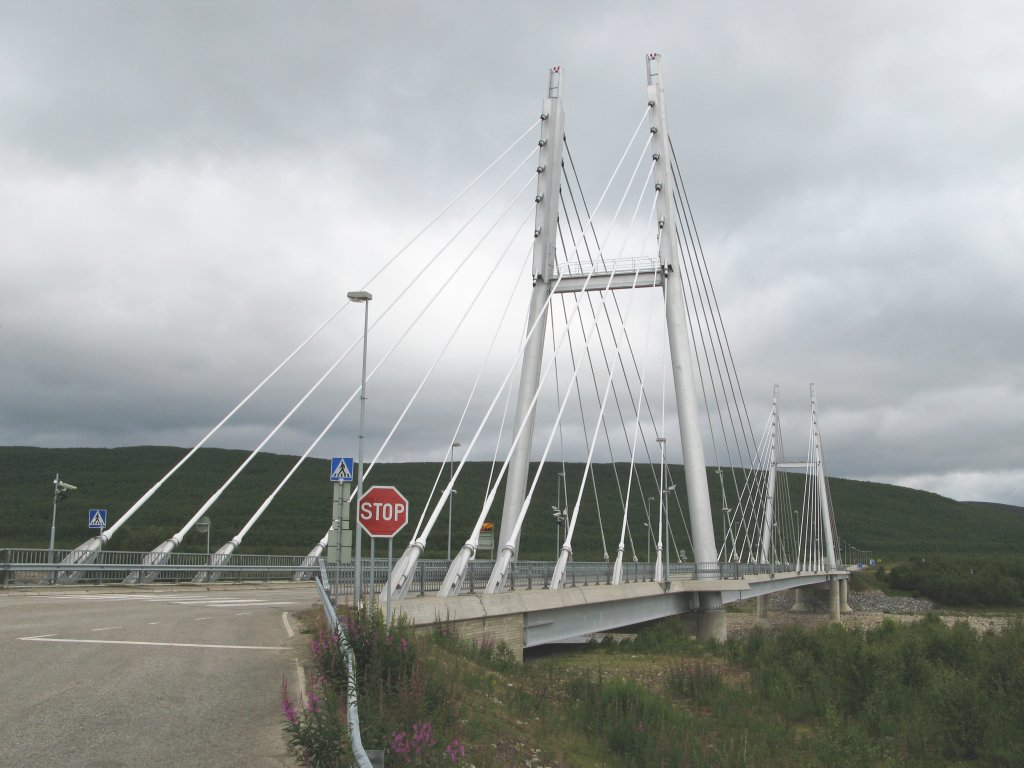
Е75, мост на норвежско-финской границе
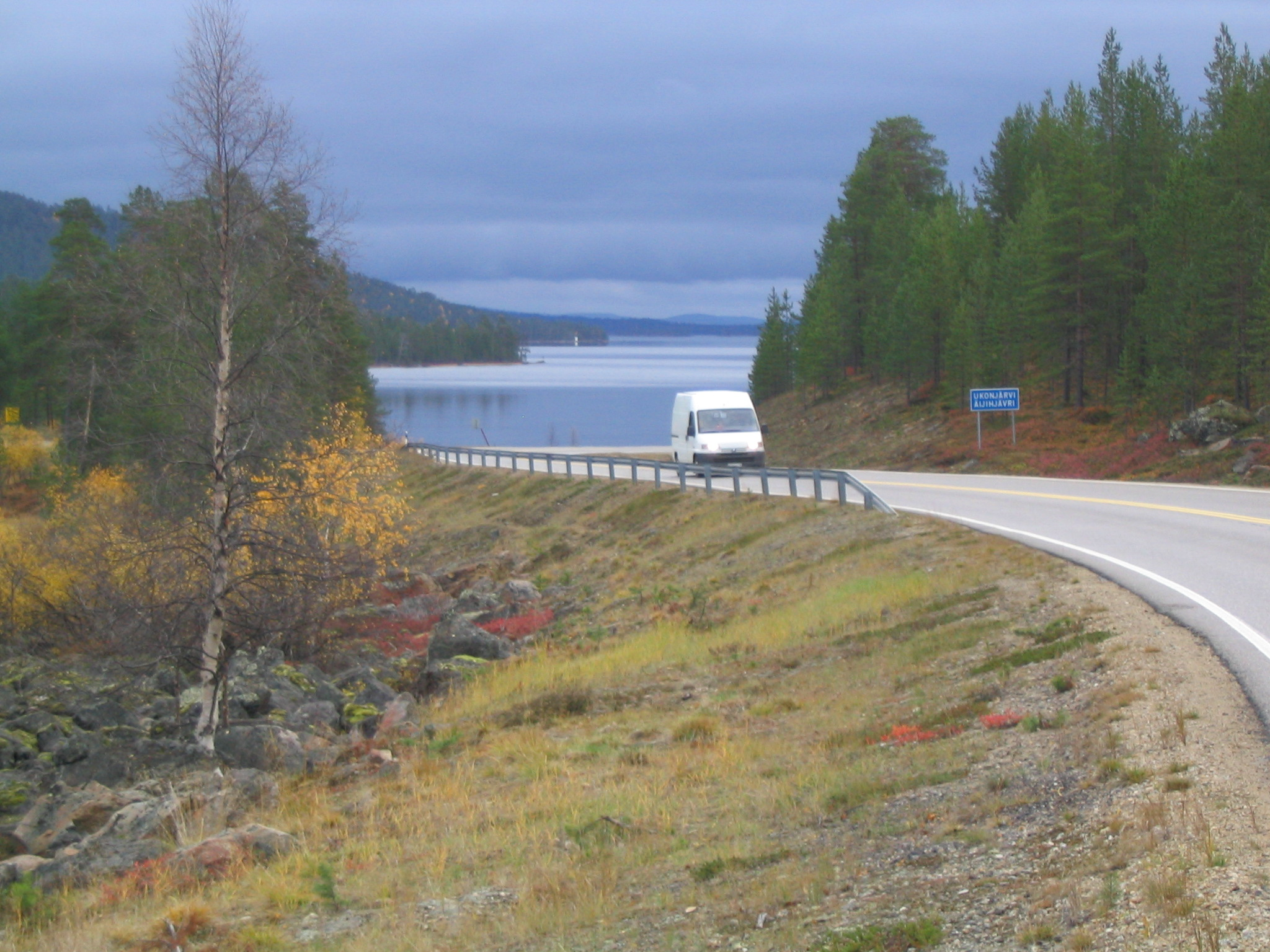
Е75 возле Инари
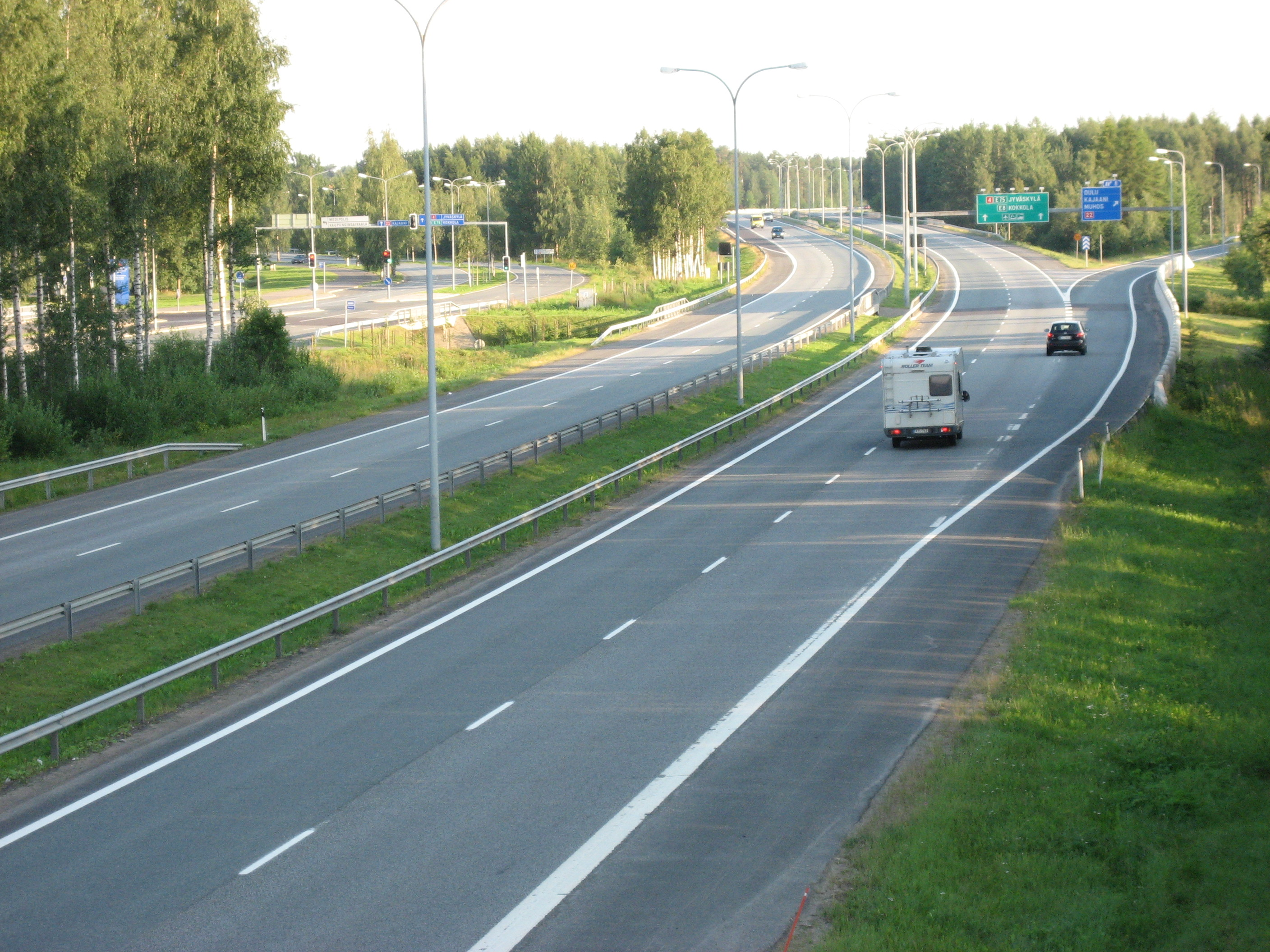
Е75 в Оулу
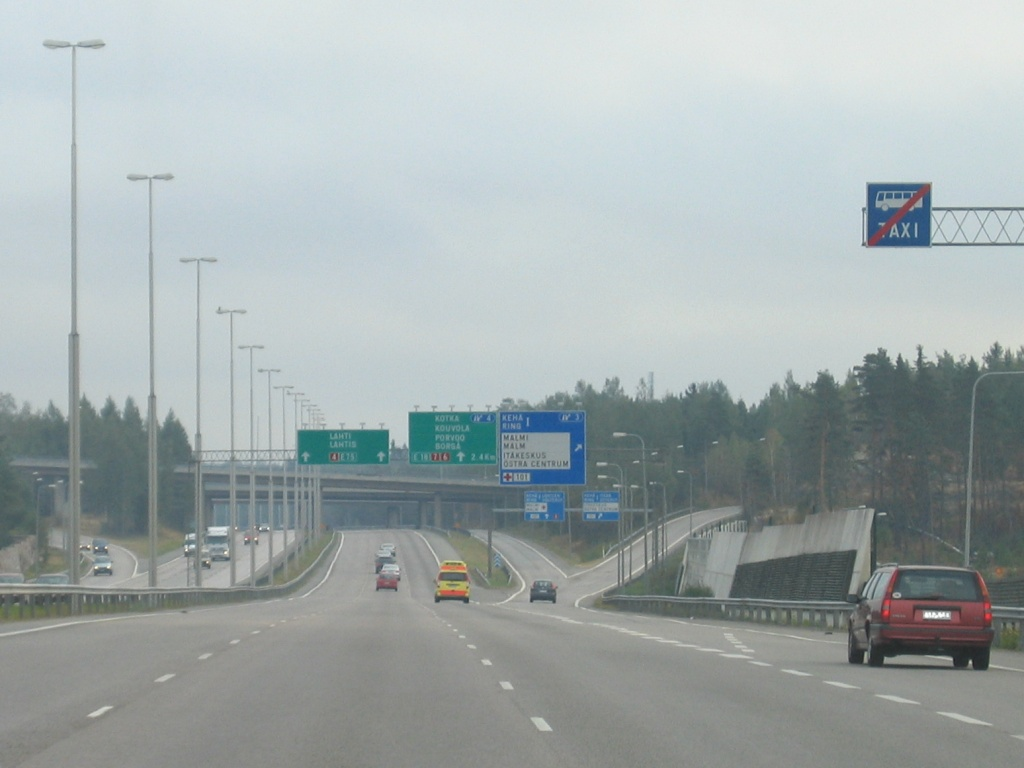
Е75 возле Хельсинки
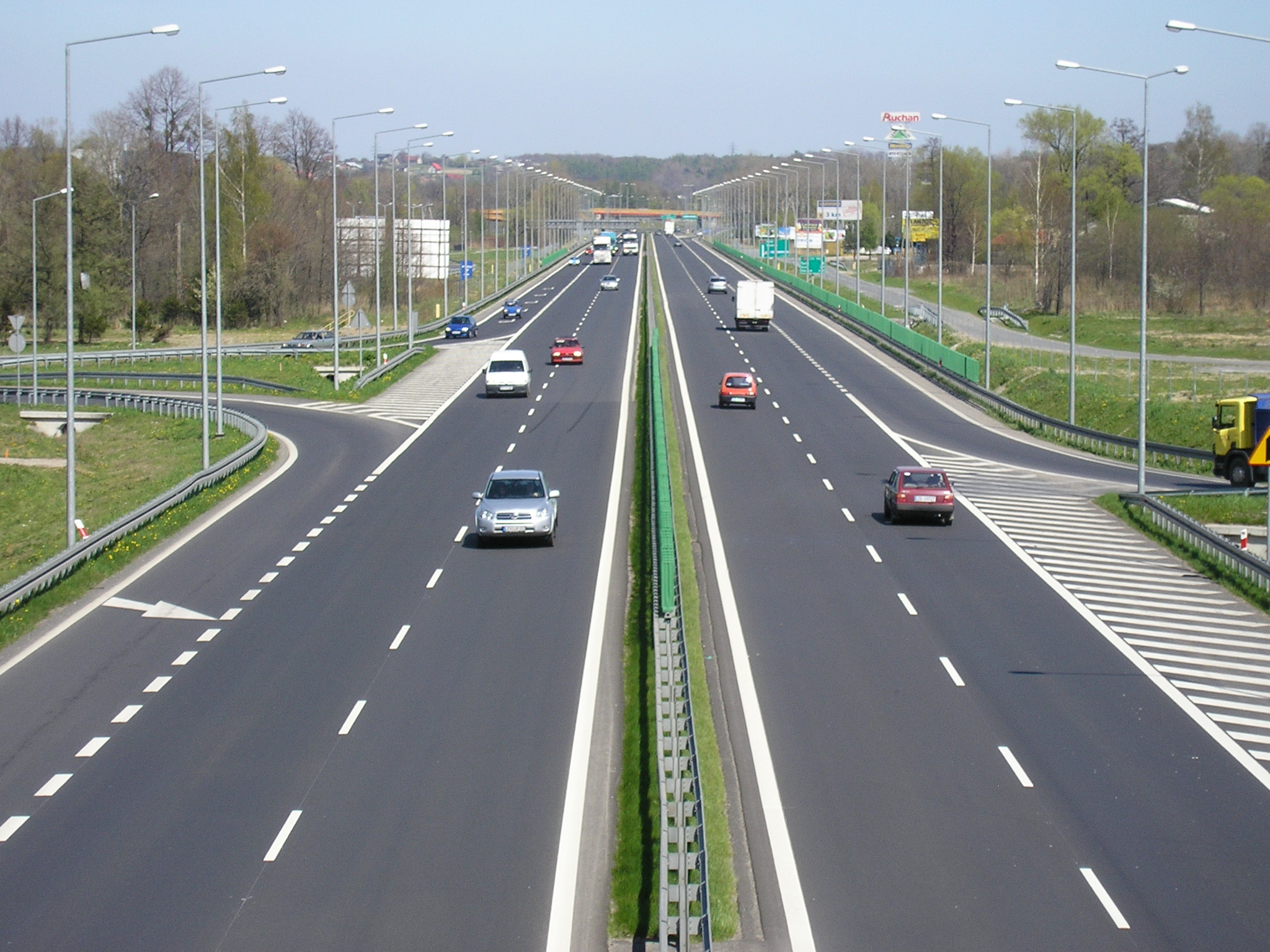
Е75 в Бельско-Бяла
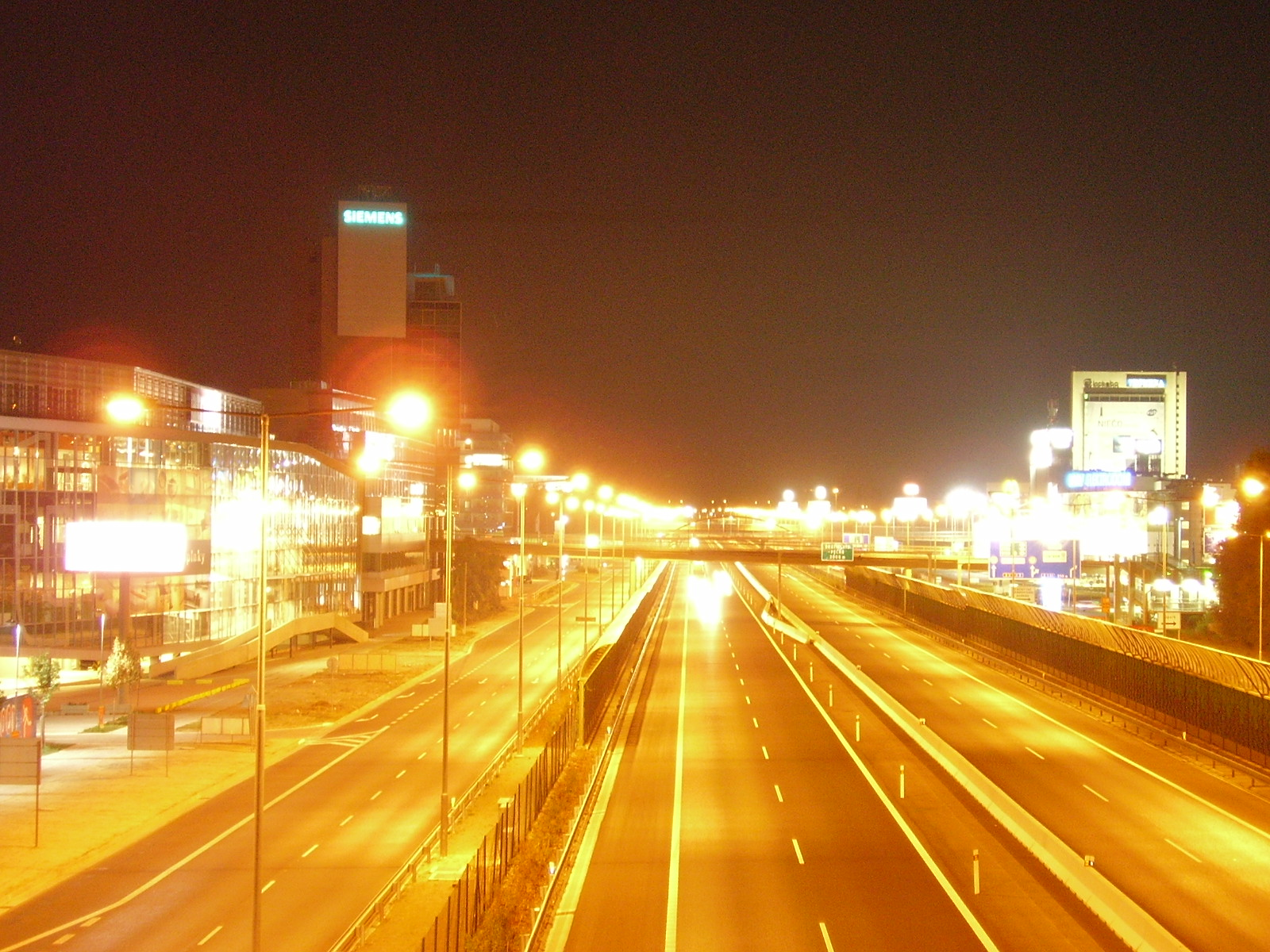
Е75 в Братиславе
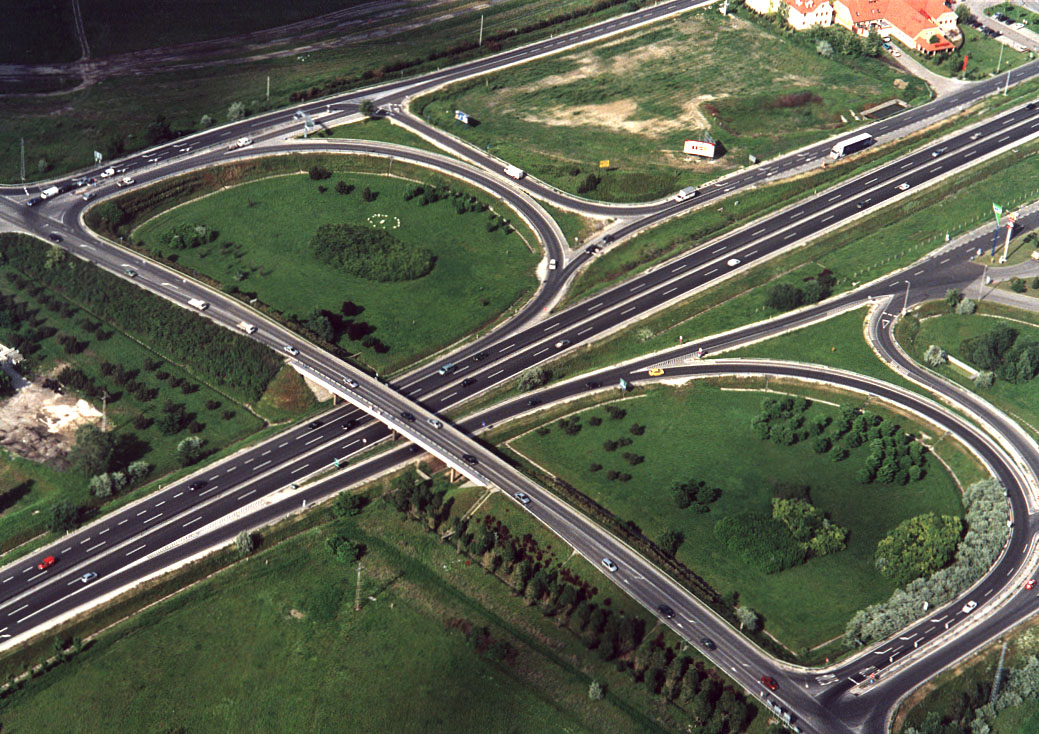
Е75 в Венгрии
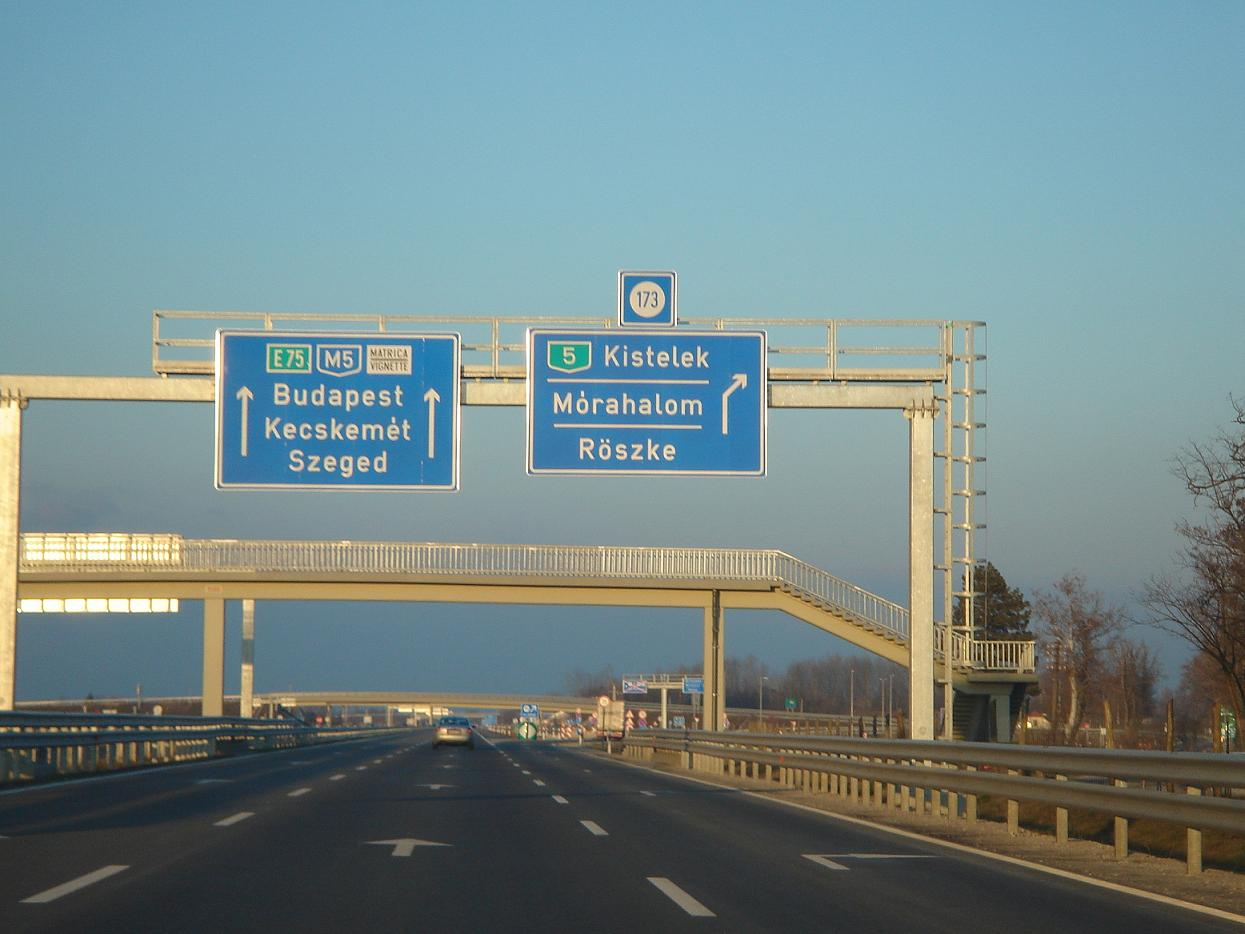
Е75 возле венгерско-сербской границы
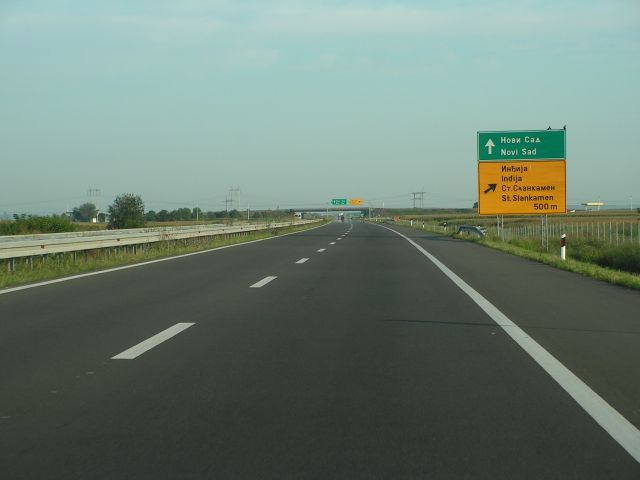
Е75 возле Инджия, Сербия
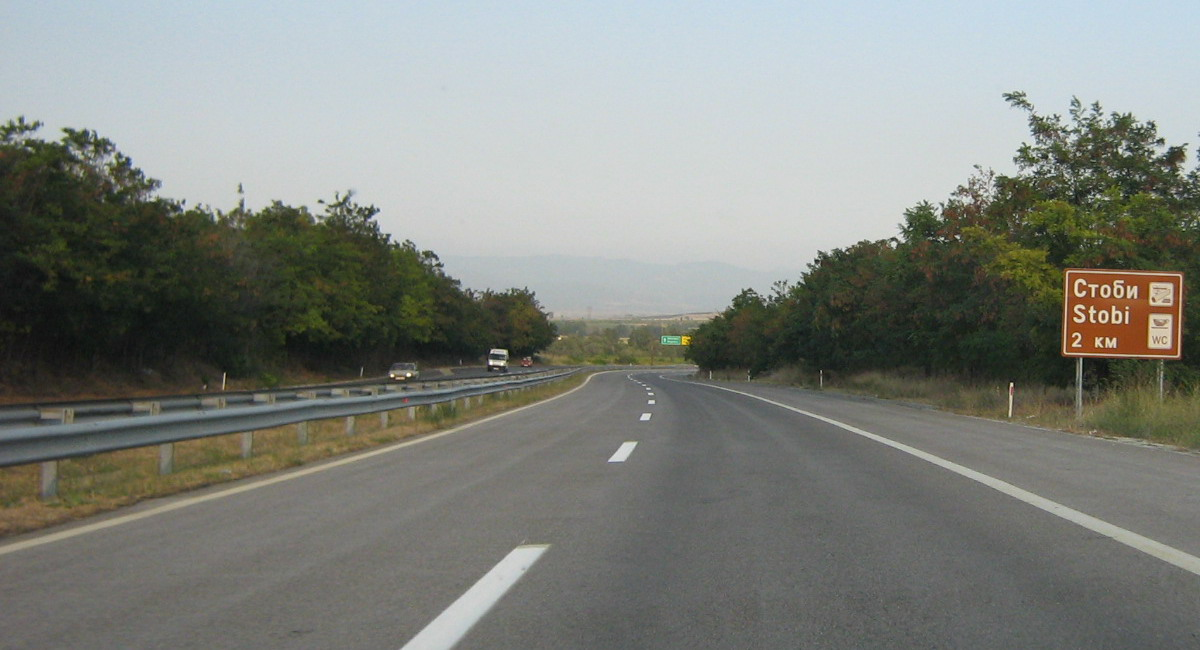
Е75 в Македонии
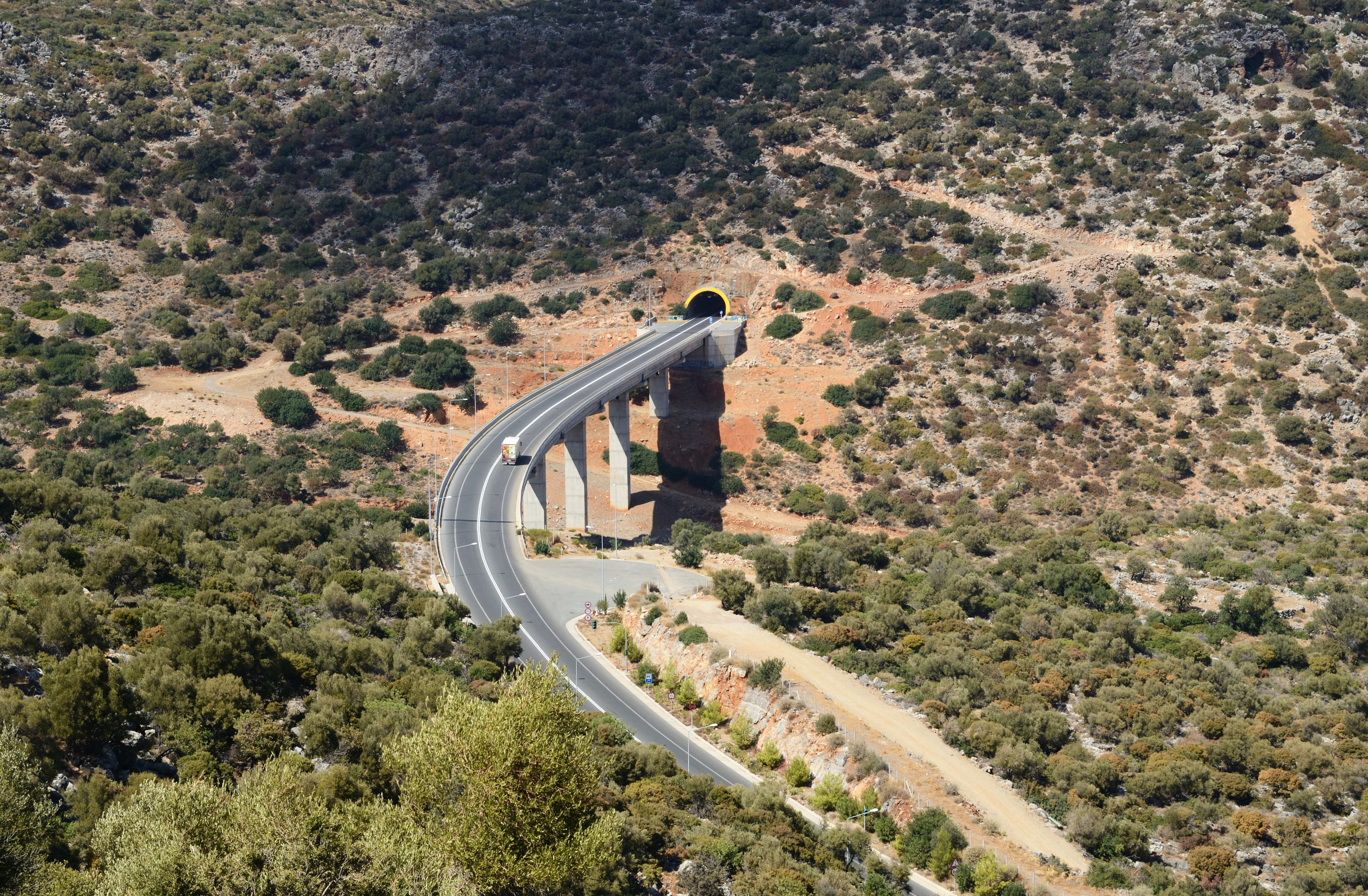
Е75 возле Ираклиона, Греция